# Tvornica Automobila Sarajevo

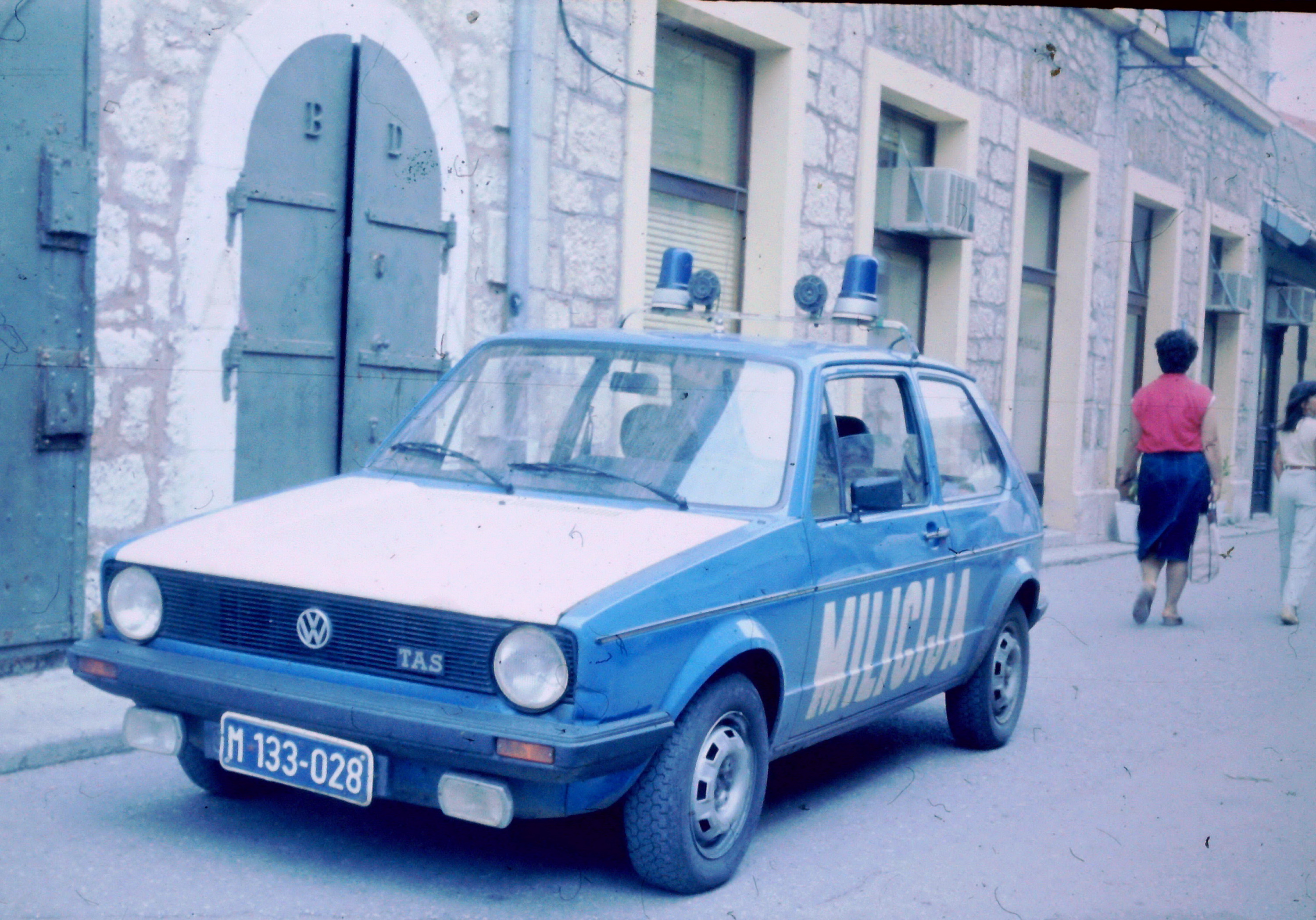
Ein jugoslawischer Polizeiwagen (VW Golf I) in den Straßen von Mostar, 1985. Das „TAS-Logo“ ist neben dem VW-Logo gut erkennbar.

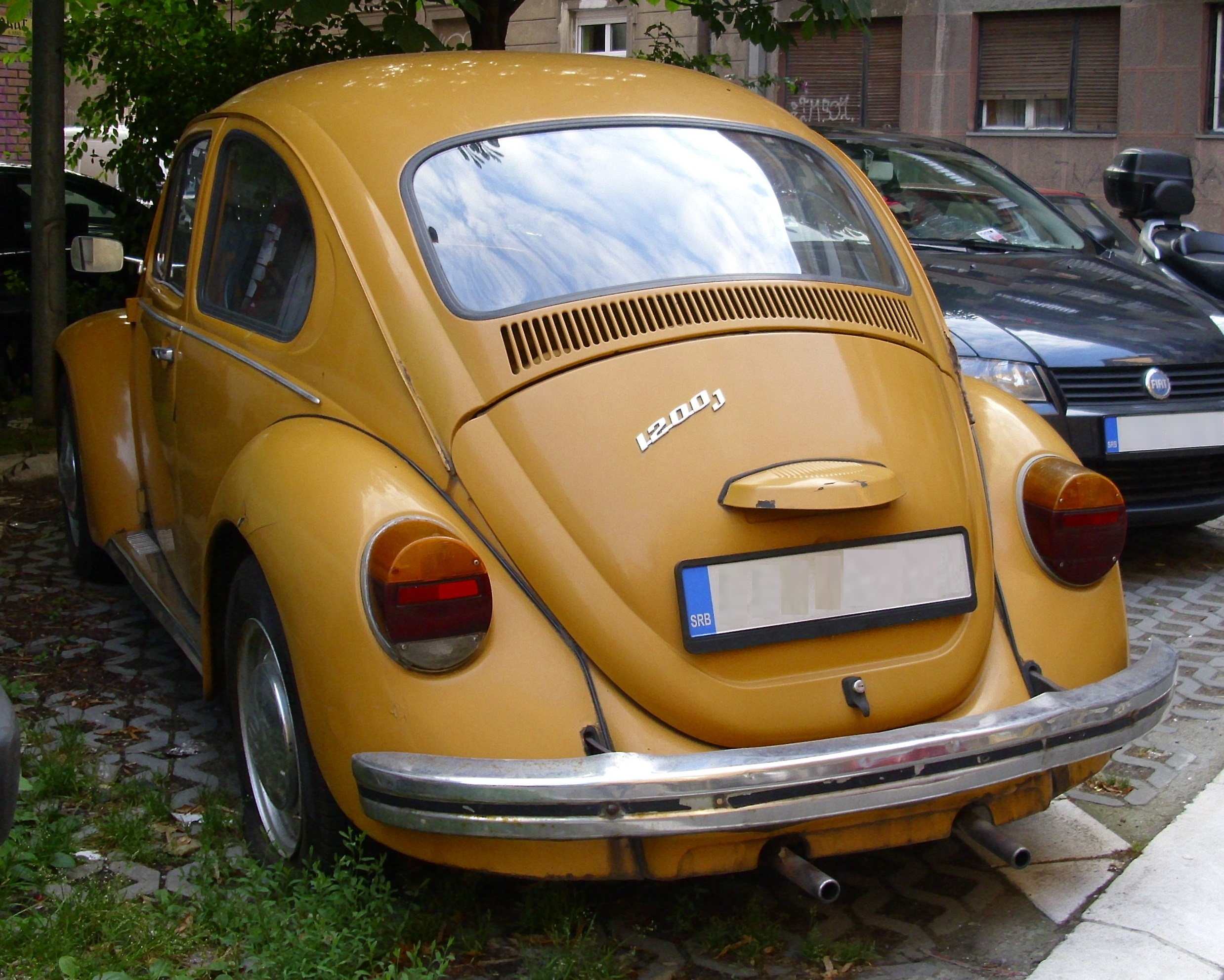
Der von TAS gefertigte VW Käfer
1200 J.

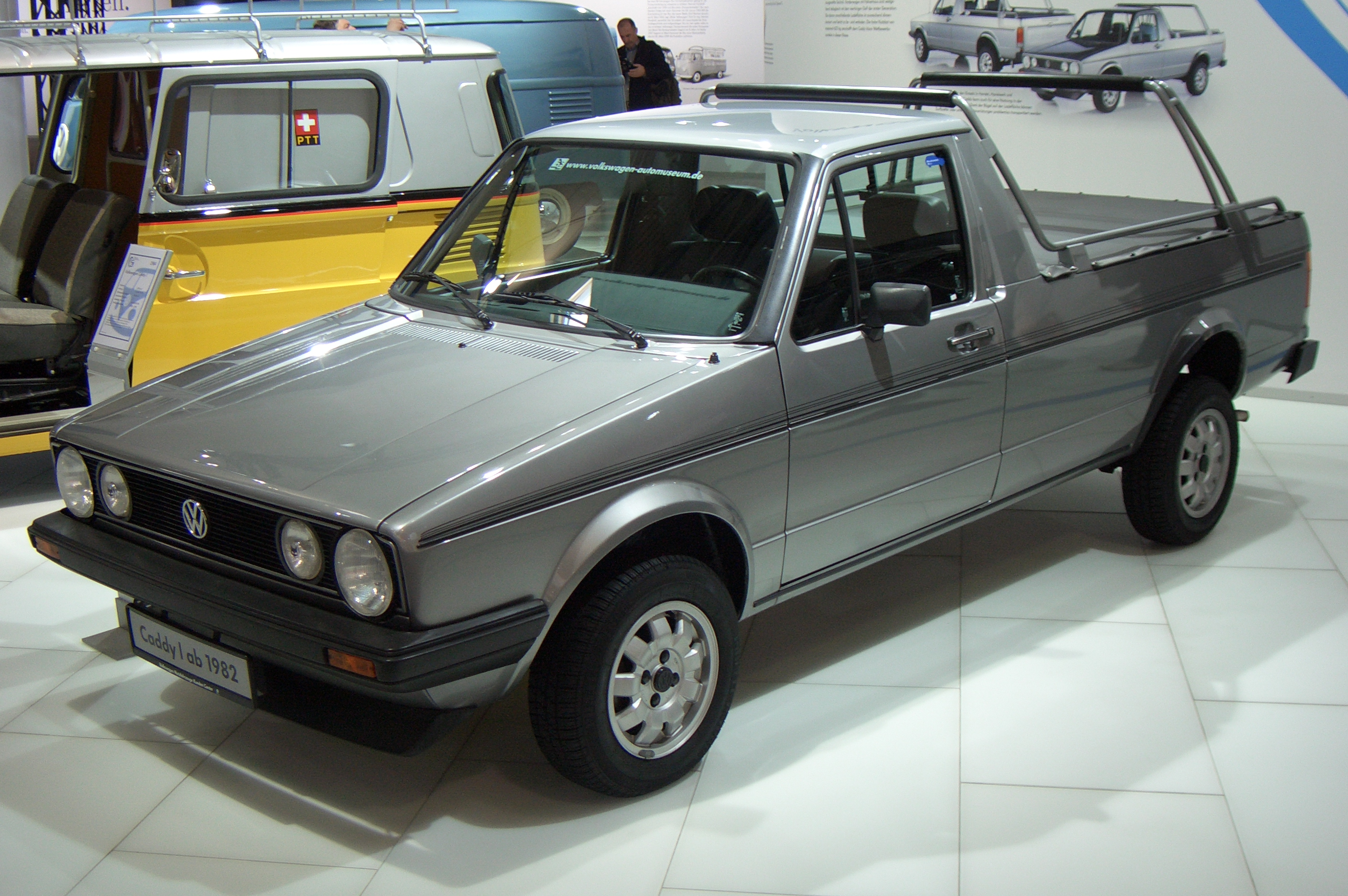
VW Caddy von TAS

Tvornica Automobila Sarajevo war ein jugoslawischer Hersteller von Automobilen.

## Unternehmensgeschichte
UNIS entstand 1967 aus vier Rüstungsunternehmen. Eines davon war Pretis, das nach Lizenzen der NSU-Motorenwerke Motorräder und Automobile herstellte. 1972 gründeten UNIS und die Volkswagen AG das Unternehmen Tvornica Automobila Sarajevo zur Produktion von Automobilen. Der Firmensitz war in Vogošća bei Sarajevo. Der Markenname der Fahrzeuge lautete TAS. 1976 wurden 8908 Pkw produziert. 1992 endete die Produktion aufgrund des Bosnienkrieges. Insgesamt wurden über 300.000 Fahrzeuge hergestellt. 1998 gründete Volkswagen an gleicher Stelle das neue Unternehmen Volkswagen Sarajevo.

## Fahrzeuge
Zunächst wurde der VW Käfer gebaut. Er erhielt die Bezeichnungen 1200 J und 1300 J. 1976 ergänzten VW Golf I und später VW Jetta I das Sortiment. Zur Wahl standen Vierzylindermotoren mit 1100 cm³ und 1300 cm³ Hubraum. Später fertigte das Unternehmen den VW Caddy, den VW Golf II und den VW Jetta II. Golf und Jetta trugen das VW-Markenzeichen und den Schriftzug TAS auf dem Kühlergrill.